# Botia
A Botia a sugarasúszójú halak (Actinopterygii) osztályának pontyalakúak (Cypriniformes) rendjébe, ezen belül a Botiidae családjába tartozó nem.

## Tudnivalók
A Botia-fajok Dél- és Délkelet-Ázsia édesvizeiben fordulnak elő. Sokukat akváriumi halként is tartják. Méretük fajtól függően 7,8-25 centiméter között változó.

## Rendszerezés
A nembe az alábbi 10 faj tartozik:
- Botia almorhae J. E. Gray, 1831 - típusfaj
- Botia birdi Chaudhuri, 1909
- bengáli díszcsík (Botia dario) (Hamilton, 1822)
- Botia dayi Hora, 1932
- Botia histrionica Blyth, 1860
- Botia kubotai Kottelat, 2004
- Botia lohachata Chaudhuri, 1912
- Botia rostrata Günther, 1868
- Botia striata Narayan Rao, 1920
- Botia udomritthiruji Ng, 2007

## Képek

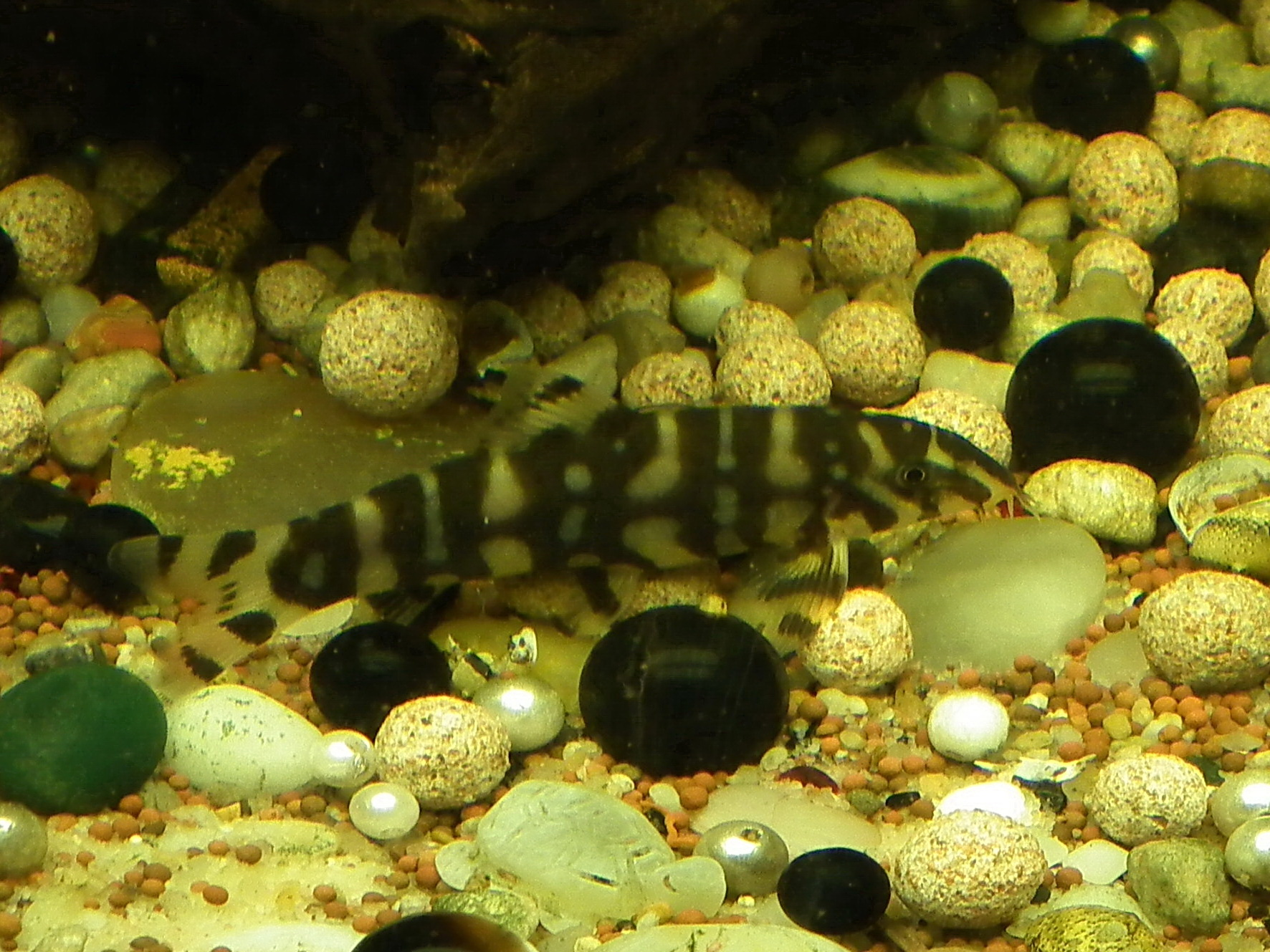
Botia almorhae
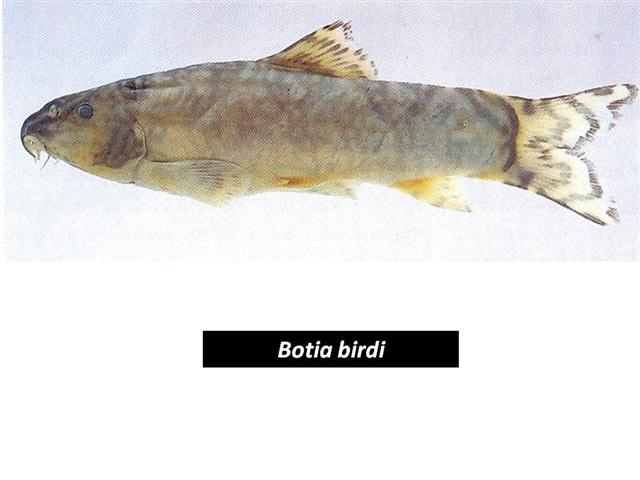
Botia birdi
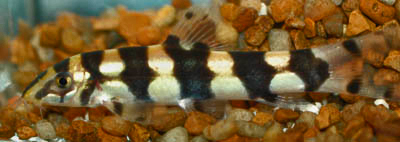
Botia histrionica
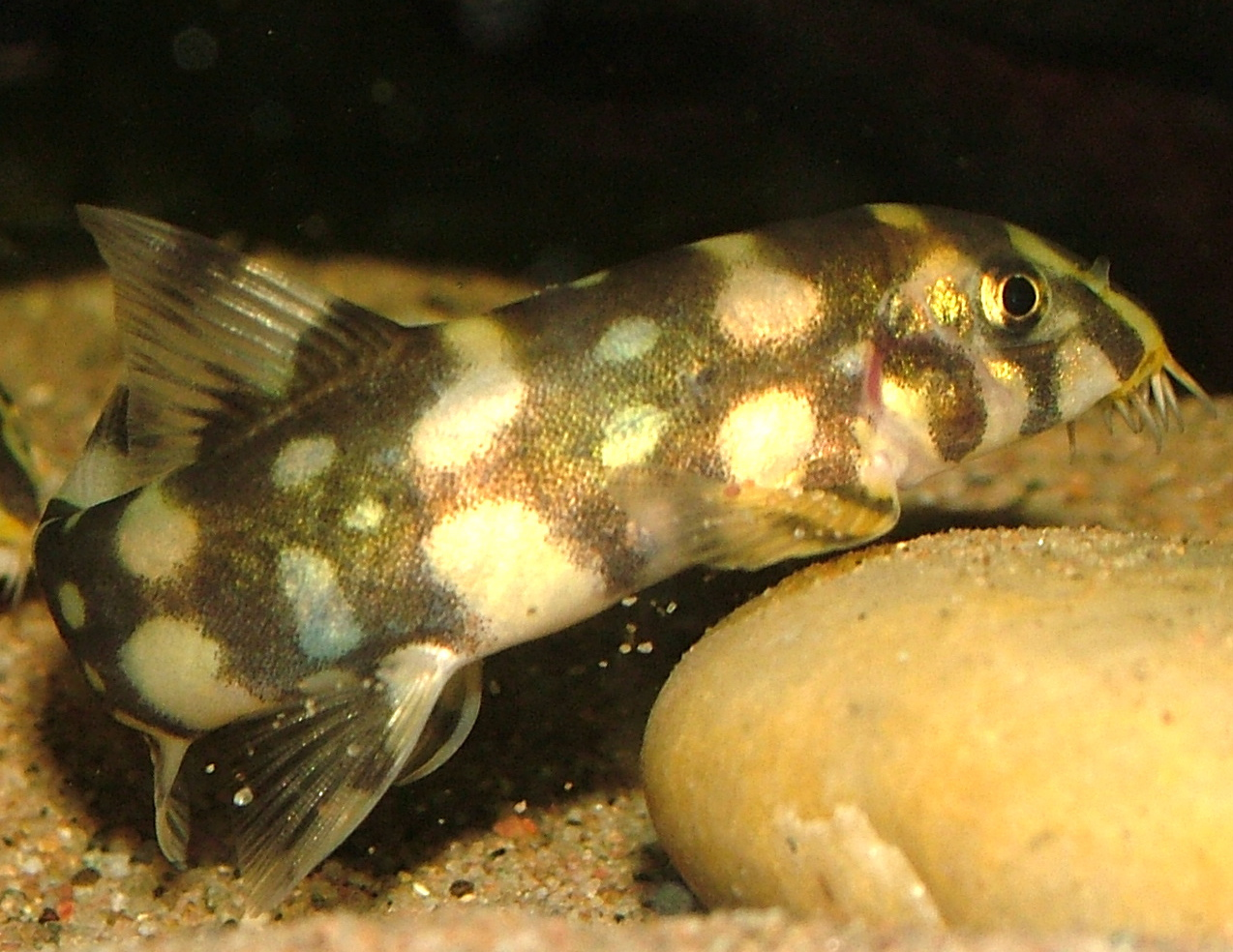
Botia kubotai
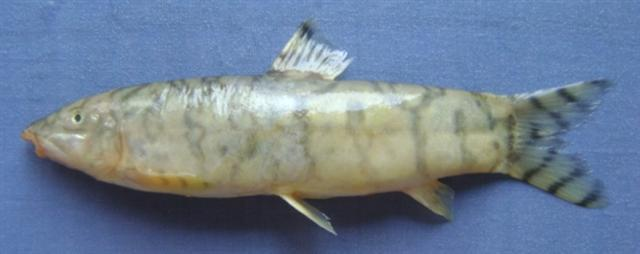
Botia lohachata
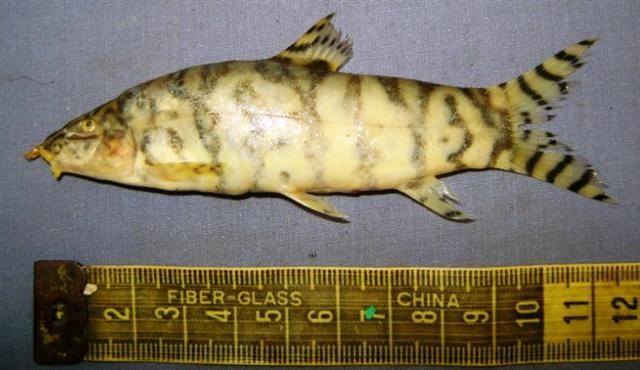
Botia rostrata
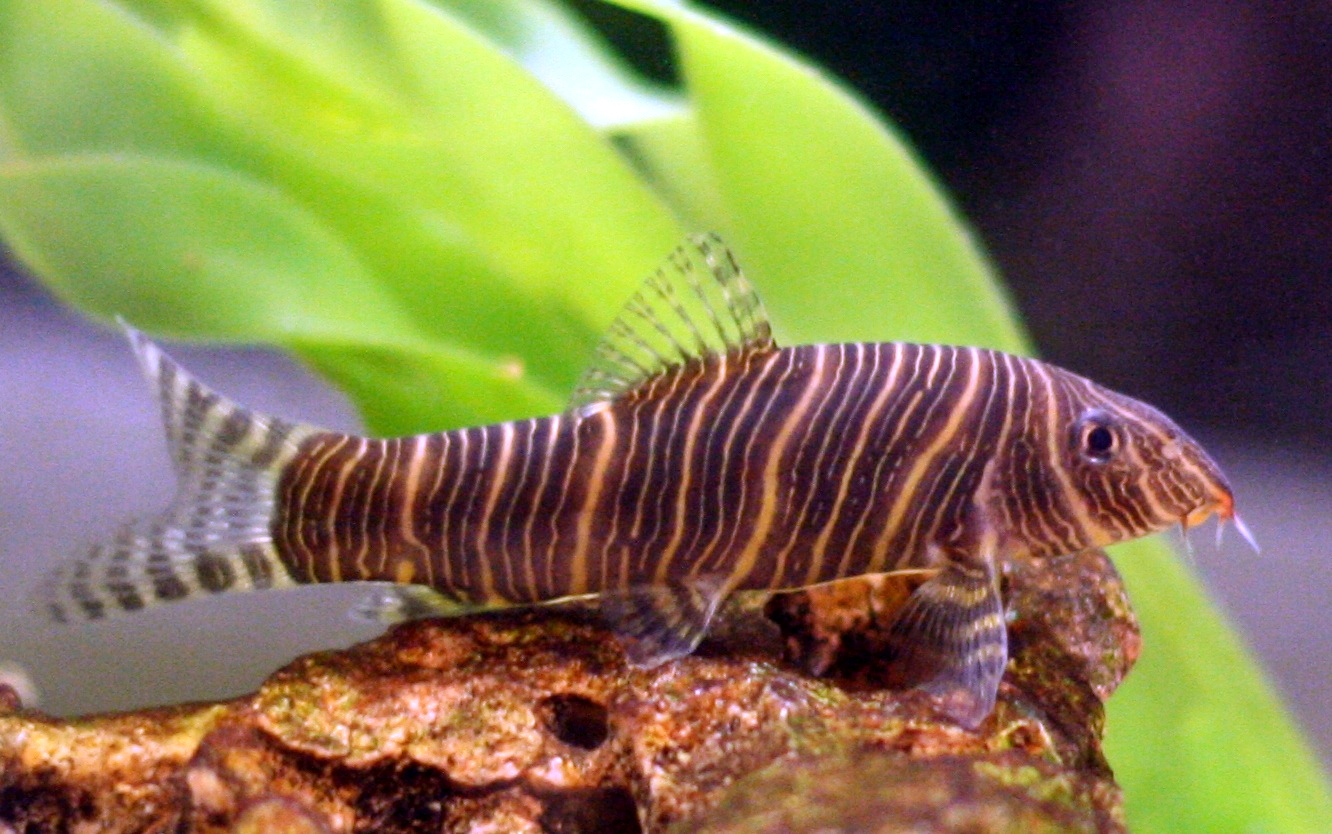
Botia striata
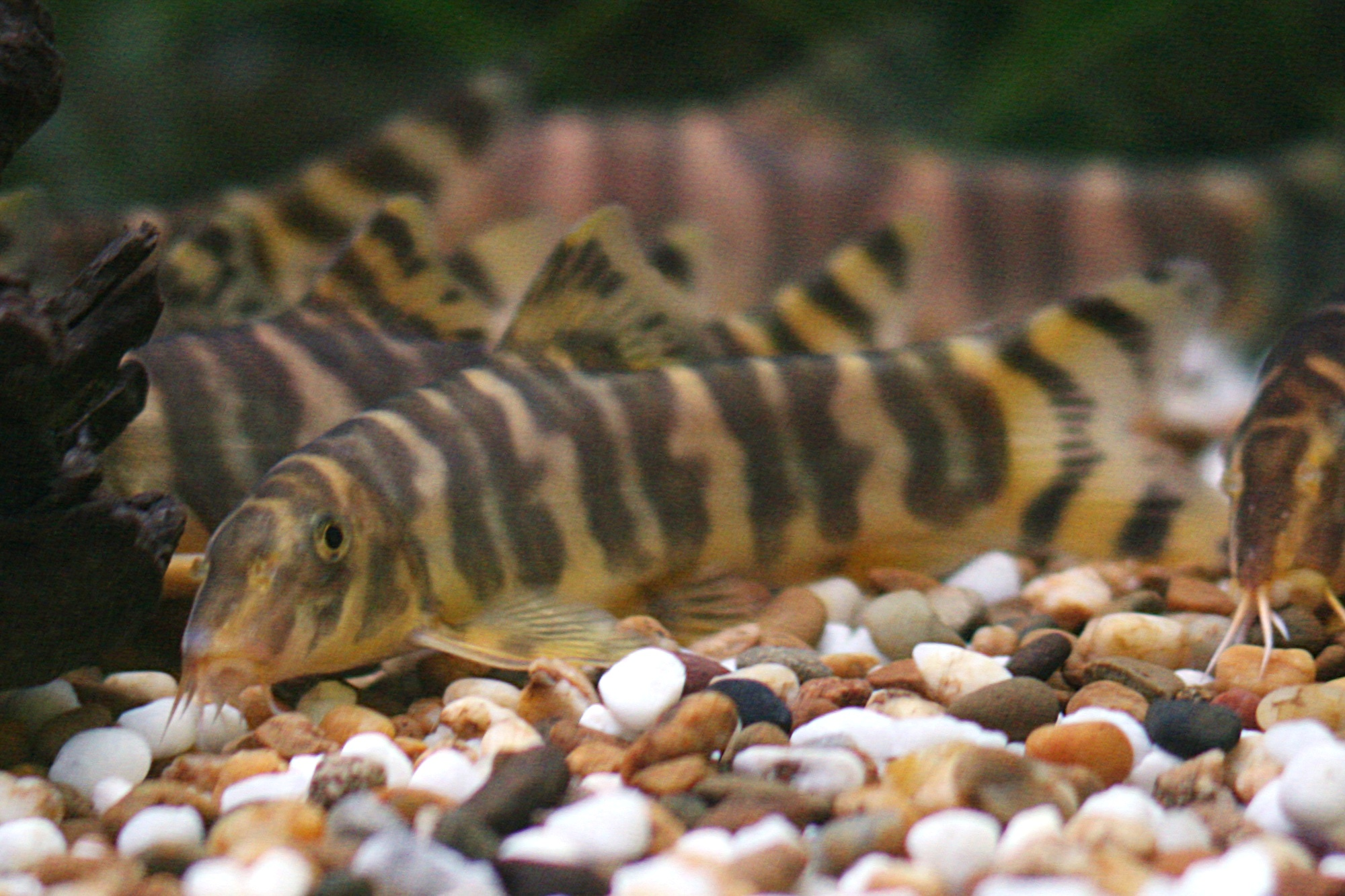
Botia udomritthiruji